# ناحیه ورنن، شهرستان هامبولت، آیووا
ناحیه ورنن، شهرستان هامبولت، آیووا (به انگلیسی: Vernon Township, Humboldt County, Iowa) یک سکونتگاه مسکونی در ایالات متحده آمریکا است که در Humboldt County واقع شده‌است.

## خصوصیات
ناحیه ورنن ۵۳۰ نفر جمعیت دارد و ۳۴۵٫۹۵ متر بالاتر از سطح دریا واقع شده‌است.